# Manuela Mölgg
Manuela Mölgg (ur. 28 sierpnia 1983 w Bruneck) – włoska narciarka alpejska pochodząca z Tyrolu Południowego, jednokrotna zdobywczyni miejsca na podium klasyfikacji konkurencji Pucharu Świata, wielokrotna uczestniczka mistrzostw świata i igrzysk olimpijskich.

## Życie prywatne
Ma o rok starszego brata Manfreda, który również uprawia narciarstwo alpejskie.
Od wiosny 2010 roku jest związana ze swoim rodakiem, narciarzem alpejskim Wernerem Heelem.

## Kariera
Na nartach zaczęła jeździć w wieku czterech lat. Ze względu na dobre wyniki w zawodach szkolnych została włączona do kadry C Włoskiego Związku Narciarskiego. Szybko jednak przekonała do siebie trenerów dzięki czemu dostała możliwość regularnych startów, przede wszystkim w zawodach FIS, co przyczyniło się do jej awansu do kadry A. Właśnie dzięki zawodom FIS Manuela Mölgg po raz pierwszy pojawiła się na arenie międzynarodowej - stało się to 10 grudnia 1998 roku w Cavalese, gdzie nie ukończyła pierwszego przejazdu slalomu giganta. W następnym roku startowała także na juniorskich i seniorskich mistrzostwach Włoch, zaś na początku 2000 roku rozpoczęła występy w Pucharze Europy.
20 grudnia 2000 roku miał miejsce jej debiut w Pucharze Świata, kiedy to na rozgrywanych w Sestriere zawodach sezonu 2000/2001 nie zakwalifikowała się do drugiego przejazdu slalomu. W następnym roku wystartowała na mistrzostwach świata juniorów w Verbier, w których zajęła 28. miejsce w zjeździe i 30. w supergigancie, a także nie ukończyła pierwszego przejazdu slalomu giganta i drugiego przejazdu slalomu. Na rozgrywanych w 2002 roku mistrzostwach świata juniorów w Tarvisio, ostatnim tego typu wydarzeniu w jej karierze zajęła 10. miejsce w slalomie (ex aequo ze swoją rodaczką Giorgią Lorenz), 12. w supergigancie i 14. w zjeździe, zaś slalomu giganta nie ukończyła w pierwszej rundzie. 29 listopada 2002 roku zdobyła swoje pierwsze punkty w Pucharze Świata, kiedy na przeprowadzonych w Aspen zawodach sezonu 2002/2003 zajęła 30. miejsce w supergigancie.
W 2003 roku wzięła udział w mistrzostwach świata w Sankt Moritz, na których była siódma w slalomie gigancie i piętnasta w slalomie. 28 listopada 2004 roku po raz pierwszy w karierze stanęła na podium Pucharu Świata, kiedy to podczas rozgrywanych w Aspen zawodów sezonu 2003/2004 zajęła 2. miejsce w slalomie - wyprzedziła ją tylko Finka Tanja Poutiainen, natomiast tuż za nią uplasowała się Amerykanka Kristina Koznick. W 2006 roku wystąpiła na igrzyskach olimpijskich w Turynie, na których nie ukończyła pierwszego przejazdu slalomu giganta, z kolei w slalomie była dziewiętnasta. Na zorganizowanych rok później mistrzostwach świata w Åre zajęła 11. miejsce w slalomie gigancie i 20. w slalomie. W 2008 roku zajęła 3. miejsce w klasyfikacji slalomu giganta Pucharu Świata za sezon 2007/2008, plasując się za swoją rodaczką Denise Karbon i pochodzącą z Austrii Elisabeth Görgl. W następnym roku wzięła udział w mistrzostwach świata w Val d’Isère, w których nie ukończyła pierwszego przejazdu slalomu giganta, a także została zdyskwalifikowana w drugim przejeździe slalomu.
W 2010 roku wystąpiła na igrzyskach olimpijskich w Vancouver, które przyniosły jej 11. miejsce w slalomie i 17. w slalomie gigancie. Na rozgrywanych rok później mistrzostwach świata w Garmisch-Partenkirchen była szósta w obu tych konkurencjach, z kolei mistrzostwach świata w Schladming z 2013 roku zakończyła z 11. miejscem w slalomie gigancie i 25. w slalomie. Na kolejnych mistrzostwach świata, przeprowadzonych w 2015 roku w Vail/Beaver Creek zajęła 20. miejsce w slalomie gigancie, a także nie ukończyła drugiego przejazdu slalomu. Nieukończony przejazd slalomu (tym razem pierwszy) przydarzył jej się też w 2017 roku na mistrzostwach świata w Sankt Moritz, na których zajęła również 6. miejsce w slalomie gigancie.
W 2018 roku wzięła udział w igrzyskach olimpijskich w Pjongczangu, na których zajęła 8. miejsce w slalomie gigancie i 23. w slalomie. 17 marca tego roku ogłosiła zakończenie kariery.

## Osiągnięcia

### Igrzyska olimpijskie
| Miejsce | Dzień     | Rok  | Miejscowość | Konkurencja   | Czas biegu | Strata | Zwyciężczyni        |
| ------- | --------- | ---- | ----------- | ------------- | ---------- | ------ | ------------------- |
| 19.     | 22 lutego | 2006 | Sestriere   | Slalom        | 1:32,17    | +3,13  | Anja Pärson         |
| DNF1    | 24 lutego | 2006 | Sestriere   | Slalom gigant | –          | –      | Julia Mancuso       |
| 17.     | 25 lutego | 2010 | Whistler    | Slalom gigant | 2:28,66    | +1,55  | Viktoria Rebensburg |
| 11.     | 26 lutego | 2010 | Whistler    | Slalom        | 1:45,31    | +2,42  | Maria Riesch        |
| 8.      | 15 lutego | 2018 | Pjongczang  | Slalom gigant | 2:21,20    | +1,18  | Mikaela Shiffrin    |
| 23.     | 16 lutego | 2018 | Pjongczang  | Slalom        | 1:42,75    | +4,12  | Frida Hansdotter    |

### Mistrzostwa świata
| Miejsce | Dzień     | Rok  | Miejscowość            | Konkurencja   | Czas biegu | Strata | Zwyciężczyni     |
| ------- | --------- | ---- | ---------------------- | ------------- | ---------- | ------ | ---------------- |
| 7.      | 13 lutego | 2003 | Sankt Moritz           | Slalom gigant | 2:33,19    | +2,22  | Anja Pärson      |
| 15.     | 15 lutego | 2003 | Sankt Moritz           | Slalom        | 1:42,08    | +2,53  | Janica Kostelić  |
| 11.     | 13 lutego | 2007 | Åre                    | Slalom gigant | 2:33,36    | +1,64  | Nicole Hosp      |
| 20.     | 16 lutego | 2007 | Åre                    | Slalom        | 1:47,08    | +3,17  | Šárka Záhrobská  |
| DNF1    | 12 lutego | 2009 | Val d’Isère            | Slalom gigant | –          | –      | Kathrin Hölzl    |
| DSQ2    | 14 lutego | 2009 | Val d’Isère            | Slalom        | –          | –      | Maria Riesch     |
| 6.      | 17 lutego | 2011 | Garmisch-Partenkirchen | Slalom gigant | 2:21,43    | +0,89  | Tina Maze        |
| 6.      | 19 lutego | 2011 | Garmisch-Partenkirchen | Slalom        | 1:47,65    | +1,86  | Marlies Schild   |
| 11.     | 14 lutego | 2013 | Schladming             | Slalom gigant | 2:11,39    | +3,33  | Tessa Worley     |
| 25.     | 16 lutego | 2013 | Schladming             | Slalom        | 1:43,79    | +3,94  | Mikaela Shiffrin |
| 20.     | 12 lutego | 2015 | Vail/Beaver Creek      | Slalom gigant | 2:22,95    | +3,79  | Anna Fenninger   |
| DNF2    | 14 lutego | 2015 | Vail/Beaver Creek      | Slalom        | –          | –      | Mikaela Shiffrin |
| 6.      | 16 lutego | 2017 | Sankt Moritz           | Slalom gigant | 2:06,88    | +1,33  | Tessa Worley     |
| DNF1    | 18 lutego | 2017 | Sankt Moritz           | Slalom        | –          | –      | Mikaela Shiffrin |

### Mistrzostwa świata juniorów
| Miejsce | Dzień     | Rok  | Miejscowość | Konkurencja   | Czas biegu | Strata | Zwyciężczyni         |
| ------- | --------- | ---- | ----------- | ------------- | ---------- | ------ | -------------------- |
| 28.     | 6 lutego  | 2001 | Verbier     | Zjazd         | 1:37,03    | +3,47  | Astrid Vierthaler    |
| 30.     | 7 lutego  | 2001 | Verbier     | Supergigant   | 1:37,44    | +3,90  | Kathrin Wilhelm      |
| DNF1    | 10 lutego | 2001 | Verbier     | Slalom gigant | –          | –      | Fränzi Aufdenblatten |
| DNF2    | 10 lutego | 2001 | Verbier     | Slalom        | –          | –      | Christine Sponring   |
| 14.     | 27 lutego | 2002 | Tarvisio    | Zjazd         | 1:32,70    | +2,89  | Julia Mancuso        |
| 12.     | 28 lutego | 2002 | Tarvisio    | Supergigant   | 1:29,53    | +1,99  | Maria Riesch         |
| 10.     | 1 marca   | 2002 | Sella Nevea | Slalom        | 1:38,25    | +1,71  | Veronika Zuzulová    |
| DNF1    | 3 marca   | 2002 | Ravascletto | Slalom gigant | –          | –      | Julia Mancuso        |

### Puchar Świata

#### Miejsca w klasyfikacji generalnej
| Sezon     | Miejsce |
| --------- | ------- |
| 2002/2003 | 57.     |
| 2003/2004 | 59.     |
| 2004/2005 | 35.     |
| 2005/2006 | 39.     |
| 2006/2007 | 23.     |
| 2007/2008 | 18.     |
| 2008/2009 | 15.     |
| 2009/2010 | 22.     |
| 2010/2011 | 22.     |
| 2011/2012 | 29.     |
| 2012/2013 | 72.     |
| 2013/2014 | 46.     |
| 2014/2015 | 39.     |
| 2015/2016 | 40.     |
| 2016/2017 | 30.     |
| 2017/2018 | 32.     |

#### Miejsca na podium w zawodach
| Nr  | Dzień           | Rok  | Miejscowość | Konkurencja   | Czas jazdy | Miejsce | Strata | Zwyciężczyni        |
| --- | --------------- | ---- | ----------- | ------------- | ---------- | ------- | ------ | ------------------- |
| 1.  | 28 listopada    | 2004 | Aspen       | Slalom        | 1:51,98    | 2.      | +1,21  | Tanja Poutiainen    |
| 2.  | 24 listopada    | 2007 | Panorama    | Slalom gigant | 2:43,22    | 3.      | +0,51  | Denise Karbon       |
| 3.  | 12 stycznia     | 2008 | Maribor     | Slalom gigant | 2:38,98    | 2.      | +0,49  | Elisabeth Görgl     |
| 4.  | 15 marca        | 2008 | Bormio      | Slalom gigant | 2:25,03    | 2.      | +0,07  | Elisabeth Görgl     |
| 5.  | 13 grudnia      | 2008 | La Molina   | Slalom gigant | 2:16,78    | 2.      | +0,02  | Tanja Poutiainen    |
| 6.  | 28 grudnia      | 2008 | Semmering   | Slalom gigant | 2:11,27    | 2.      | +0,37  | Kathrin Zettel      |
| 7.  | 14 marca        | 2009 | Åre         | Slalom gigant | 2:27,80    | 3.      | +1:39  | Tina Maze           |
| 8.  | 28 grudnia      | 2009 | Lienz       | Slalom gigant | 2:16,66    | 2.      | +0,05  | Kathrin Hölzl       |
| 9.  | 23 października | 2010 | Sölden      | Slalom gigant | 2:27,25    | 3.      | +0,86  | Viktoria Rebensburg |
| 10. | 4 stycznia      | 2011 | Zagrzeb     | Slalom        | 2:02,88    | 3.      | +1,08  | Marlies Schild      |
| 11. | 27 grudnia      | 2016 | Semmering   | Slalom gigant | 2:02,90    | 3.      | +1,09  | Mikaela Shiffrin    |
| 12. | 28 października | 2017 | Sölden      | Slalom gigant | 1:55,73    | 3.      | +0,53  | Viktoria Rebensburg |
| 13. | 25 listopada    | 2017 | Killington  | Slalom gigant | 1:59,12    | 3.      | +1,49  | Viktoria Rebensburg |
| 14. | 19 grudnia      | 2017 | Courchevel  | Slalom gigant | 2:03,41    | 3.      | +1,01  | Mikaela Shiffrin    |